# Sturzkampfgeschwader 102
La Sturzkampfgeschwader 102 (St.G.102) (102e escadron de bombardement en piqué) est une unité de bombardements en piqué de la Luftwaffe pendant la Seconde Guerre mondiale.

## Opérations
Le St.G.102 a mis en œuvre principalement des avions Junkers Ju 87.
L'unité est partiellement constituée, avec un Stab et 2 Gruppen.

## Organisation

### Stab. Gruppe
Le Stab./St.G.102 est formé le 22 février 1943 à Paris-Orly à partir du Stab/Sturzkampffliegerschule 2.

Le 18 octobre 1943, il devient Stab/SG 102. 
Geschwaderkommodore (Commandant de l'escadron) :
| Début           | Fin             | Grade          | Nom                                         |
| --------------- | --------------- | -------------- | ------------------------------------------- |
| 22 février 1943 | 2 juin 1943     | Oberstleutnant | Clemens Graf von Schönborn-Wiesentheid (en) |
| 3 juin 1943     | 18 octobre 1943 | Major          | Hubertus Hitschold                          |

### I. Gruppe
Formé le 22 février 1943 à Paris-Orly à partir du I./Sturzkampffliegerschule 2 avec :
- Stab I./St.G.102 à partir du Stab I./Sturzkampffliegerschule 2
- 1./St.G.102 à partir du 1./Sturzkampffliegerschule 2
- 2./St.G.102 à partir du 2./Sturzkampffliegerschule 2
- 3./St.G.102 à partir du 3./Sturzkampffliegerschule 2
- 4./St.G.102 à partir du 4./Sturzkampffliegerschule 2

Le 18 octobre 1943, le I./St.G.102 est renommé I./SG 102 avec :
- Stab I./St.G.102 devient Stab I./SG 102
- 1./St.G.102 devient 1./SG 102
- 2./St.G.102 devient 2./SG 102
- 3./St.G.102 devient 3./SG 102
- 4./St.G.102 devient 4./SG 102

Gruppenkommandeure (Commandant de groupe) :
| Début           | Fin             | Grade     | Nom             |
| --------------- | --------------- | --------- | --------------- |
| 22 février 1943 | Septembre 1943  | Major     | Heinz Hoge      |
| Septembre 1943  | 28 octobre 1943 | Hauptmann | Siegfried Göbel |

### II. Gruppe
Formé le 22 février 1943 à Paris-Orly à partir du II./Sturzkampffliegerschule 2 avec :
- Stab II./St.G.102 à partir du Stab II./Sturzkampffliegerschule 2
- 5./St.G.102 à partir du 5./Sturzkampffliegerschule 2
- 6./St.G.102 à partir du 6./Sturzkampffliegerschule 2
- 7./St.G.102 à partir du Vorschulstaffel/Sturzkampffliegerschule 2

Le 18 octobre 1943, le II./St.G.102 est renommé II./SG 102 avec :
- Stab II./St.G.102 devient Stab II./SG 102
- 5./St.G.102 devient 5./SG 102
- 6./St.G.102 devient 6./SG 102
- 7./St.G.102 devient 7./SG 102

Gruppenkommandeure :
| Début        | Fin             | Grade     | Nom        |
| ------------ | --------------- | --------- | ---------- |
| ?            | ?               | ?         | ?          |
| 25 août 1943 | 18 octobre 1943 | Hauptmann | Fritz Eyer |